# Egenvärde (filosofi)
Att något har ett egenvärde brukar i vardagsspråket betyda att dess värde är oberoende av vad olika observatörer anser om det eller att värdet är något som inte kan mätas eller uppskattas med hjälp av erkända metoder inom området men ändå intuitivt uppfattas ha ett värde. 
Eftersom det är ett ord från vardagsspråket som kan förekomma i vetenskapliga eller professionella sammanhang, kan det vara bedrägligt om det uppfattas som en definierad fackterm. 
Om till exempel en nationalekonom skulle säga att "Svenska språket har ett egenvärde" kan det då betyda att värdet av att det existerar ett språk som kallas svenska inte kan mätas eller uppskattas med någon säker metod och/eller att talaren menar att alla bör uppfatta att svenska språket har ett värde. 
I filosofisk värdeteori används begreppet sällan. Istället används ofta intrinsikalt värde som har en något mer preciserad men snarlik betydelse. 